# Waterford FC
Waterford FC is een Ierse voetbalclub uit Waterford.

## Geschiedenis

### Waterford FC
De club werd in 1930 opgericht en werd meteen verkozen tot de Football League. De club werd 9de en het volgende seizoen 3de. Toch moest de club de volgende 2 seizoenen langs de zijlijn toekijken en keerde in 1935 terug naar de hoogste klasse.
In 1937 won de club de eerste beker, tegen St. James's Gate. Waterford werd vicekampioen in 1938, 1941, 1955 en 1963. In 1966 was het dan eindelijk zover, de club werd kampioen. Het volgende seizoen mocht de club deelnemen aan de voorronde van de Europacup I maar ging daar 2 keer zwaar onderuit tegen het Oost-Duitse Vorwärts Berlin (1-6, 0-6). Ook de volgende deelnames draaiden op niets uit, behalve in 1971 toen het Noord-Ierse Glentoran FC verslagen werd, in de 2de ronde maakte Celtic FC de club echter met de grond gelijk.
Nadat de club in 1980 de beker voor de 2de keer won haalde de club de 2de ronde van de Europacup II.

### Waterford United
In 1982 veranderde de club van naam. In 1985 werd de 2de klasse in Ierland opgericht. Daarvoor werden clubs gekozen, nu kon een club ook degraderen naar de 2de klasse. De club degradeerde voor het eerst in 1989, kwam terug maar degradeerde in 1991 opnieuw. De geschiedenis herhaalde zich, in 1992 promoveerde de club maar werd ook weer direct naar de 2de klasse teruggefloten. Van 1998 tot 2000 speelde de club weer in 1ste en promoveerde opnieuw in 2003. De volgende seizoenen speelde de club in eerste tot een nieuwe degradatie volgde in 2007.
In november 2016 nam de club haar oude naam Waterford FC weer aan en werd in 2017 kampioen in de First Division.

## Erelijst
- Landskampioen (6x)

1966, 1968, 1969, 1970, 1972, 1973
- FAI Cup (2x)

Winnaar: 1937, 1980
Finalist: 1941, 1959, 1968, 1972, 1979, 1986, 2004
- FAI League Cup

1985
- First Division

1989–90, 1997–98, 2002–03, 2017

## Overzichtslijsten

### Eindklasseringen vanaf 1946
| 3 |

| 7 |

| 7 |

| 7 |

| 4 |

| 9 |

| 8 |

| 11 |

| 7 |

| 2 |

| 3 |

| 6 |

| 6 |

| 3 |

| 8 |

| 3 |

| 10 |

| 2 |

| 11 |

| 12 |

| 1 |

| 5 |

| 1 |

| 1 |

| 1 |

| 3 |

| 1 |

| 1 |

| 5 |

| 6 |

| 3 |

| 4 |

| 5 |

| 4 |

| 7 |

| 7 |

| 8 |

| 10 |

| 8 |

| 7 |

| 5 |

| 4 |

| 6 |

| 12 |

| 1 |

| 11 |

| 2 |

| 10 |

| 7 |

| 5 |

| 8 |

| 3 |

| 1 |

| 7 |

| 10 |

| 5 |

| 4 |

| 1 |

| 6 |

| 5 |

| 8 |

| 11 |

| 11 |

| 3 |

| 4 |

| 2 |

| 5 |

| 2 |

| 4 |

| 7 |

| 7 |

| 5 |

| 1 |

| 4 |

| 6 |

| 5 |

| 9 |

| 2 |

| 2 |

| 7 |

| Premier Division | First Division |

Tot 1985 werd voor het 1 niveau de naam League of Ireland gehanteerd en voor het 2e niveau League of Ireland B Division.

### Seizoensresultaten vanaf 2000
| Seizoen | Competitie       | Niveau | Eindstand | FAI Cup      | Opmerking                                                                                   |
| ------- | ---------------- | ------ | --------- | ------------ | ------------------------------------------------------------------------------------------- |
| 1999/00 | Premier Division | I      | 10        | 2e ronde     | PD-wedstrijden > Kilkenny City AFC: 0-1/0-1                                                 |
| 2000/01 | First Division   | II     | 5         | halve finale |                                                                                             |
| 2001/02 | First Division   | II     | 4         | 1e ronde     |                                                                                             |
| 2002/03 | First Division   | II     | 1         | 8e finale    | 1½ speelronde i.v.m. overgang naar kalenderjaarseizoen                                      |
| 2003    | Premier Division | I      | 6         | kwartfinale  |                                                                                             |
| 2004    | Premier Division | I      | 5         | Finale       | > Longford Town: 1-2                                                                        |
| 2005    | Premier Division | I      | 8         | 2e ronde     |                                                                                             |
| 2006    | Premier Division | I      | 11        | 8e finale    | PD-wedstrijden > Dundalk FC: 1-1/1-2. Geen degradatie i.v.m. terugzetting Shelbourne FC.    |
| 2007    | Premier Division | I      | 11        | kwartfinale  | PD-wedstrijden > Finn Harps FC: 0-3/3-3                                                     |
| 2008    | First Division   | II     | 3         | 3e ronde     |                                                                                             |
| 2009    | First Division   | II     | 4         | halve finale | Finalist League Cup > Bohemians FC: 1-3                                                     |
| 2010    | First Division   | II     | 2         | 3e ronde     | Ligatopscorer ex aequo: Willie John Kiely (18); promotie play-off > Monaghan United FC: 1-3 |
| 2011    | First Division   | II     | 5         | 8e finale    |                                                                                             |
| 2012    | First Division   | II     | 2         | 8e finale    | Ligatopscorer ex aequo: Sean Maguire (13); PD-wedstrijden > Dundalk FC: 2-2/0-2             |
| 2013    | First Division   | II     | 4         | 2e ronde     |                                                                                             |
| 2014    | First Division   | II     | 7         | 2e ronde     |                                                                                             |
| 2015    | First Division   | II     | 7         | 2e ronde     |                                                                                             |
| 2016    | First Division   | II     | 5         | 2e ronde     | In november 2016 naamsverandering van Waterford United in Waterford FC                      |
| 2017    | First Division   | II     | 1         | 1e ronde     |                                                                                             |
| 2018    | Premier Division | I      | 4         | kwartfinale  |                                                                                             |
| 2019    | Premier Division | I      | 6         | kwartfinale  |                                                                                             |
| 2020    | Premier Division | I      | 5         | 1e ronde     | competitie na 18 wedstrijden afgebroken i.v.m. coronapandemie                               |
| 2021    | Premier Division | I      | 9         | halve finale | PD-wedstrijd > UC Dublin: 1-2                                                               |
| 2022    | First Division   | II     | 2         | halve finale | Ligatopscorer: Phoenix Patterson (17); PD-wedstrijd > UC Dublin: 0-1                        |
| 2023    | First Division   | II     | 2         | 8e finale    | Ligatopscorer: Ronan Coughlan (32); PD-wedstrijd > Cork City FC: 2-1                        |
| 2024    | Premier Division | I      | 7         | 8e finale    | Ligatopscorer ex aequo: Pádraig Amond (15)                                                  |
| 2025    | Premier Division | I      | .         |              |                                                                                             |

### Waterford in Europa
#Q = #kwalificatieronde, #R = #ronde, 1/8 = achtste finale, T/U = Thuis/Uit, W = Wedstrijd, PUC = punten UEFA coëfficiënten .
Uitslagen vanuit gezichtspunt Waterford FC
| Seizoen                                                    | Competitie   | Ronde | Land                                    | Club                  | Totaalscore | 1e W    | 2e W    | PUC |
| ---------------------------------------------------------- | ------------ | ----- | --------------------------------------- | --------------------- | ----------- | ------- | ------- | --- |
| 1966/67                                                    | Europacup I  | Q     | Vlag van Duitse Democratische Republiek | ASK Vorwärts Berlin   | 1-12        | 1-6 (T) | 0-6 (U) | 0.0 |
| 1968/69                                                    | Europacup I  | 1R    | Vlag van Engeland                       | Manchester United FC  | 2-10        | 1-3 (T) | 1-7 (U) | 0.0 |
| 1969/70                                                    | Europacup I  | 1R    | Vlag van Turkije                        | Galatasaray SK        | 2-5         | 0-2 (U) | 2-3 (T) | 0.0 |
| 1970/71                                                    | Europacup I  | 1R    | Vlag van Noord-Ierland                  | Glentoran FC          | 4-1         | 3-1 (U) | 1-0 (T) | 4.0 |
|                                                            |              | 1/8   | Vlag van Schotland                      | Celtic FC             | 2-10        | 0-7 (T) | 2-3 (U) | 4.0 |
| 1972/73                                                    | Europacup I  | 1R    | Vlag van Cyprus                         | Omonia Nicosia        | 2-3         | 2-1 (T) | 0-2 (U) | 2.0 |
| 1973/74                                                    | Europacup I  | 1R    | Vlag van Hongarije                      | Újpesti Dósza SC      | 2-6         | 2-3 (T) | 0-3 (U) | 0.0 |
| 1979/80                                                    | Europacup II | 1R    | Vlag van Zweden                         | IFK Göteborg          | 1-2         | 0-1 (U) | 1-1 (T) | 1.0 |
| 1980/81                                                    | Europacup II | 1R    | Vlag van Malta                          | Hibernians FC         | 4-1         | 0-1 (U) | 4-0 (T) | 2.0 |
|                                                            |              | 1/8   | Vlag van Sovjet-Unie                    | FC Dinamo Tbilisi     | 0-5         | 0-1 (T) | 0-4 (U) | 2.0 |
| 1986/87                                                    | Europacup II | 1R    | Vlag van Frankrijk                      | Girondins de Bordeaux | 1-6         | 1-2 (T) | 0-4 (U) | 0.0 |
| Totaal aantal behaalde punten voor UEFA coëfficiënten: 9.0 |              |       |                                         |                       |             |         |         |     |

Zie ook
- Deelnemers UEFA-toernooien Ierland
- Ranglijst van alle clubs die in de diverse Europa Cups zijn uitgekomen